# Natsume Soseki

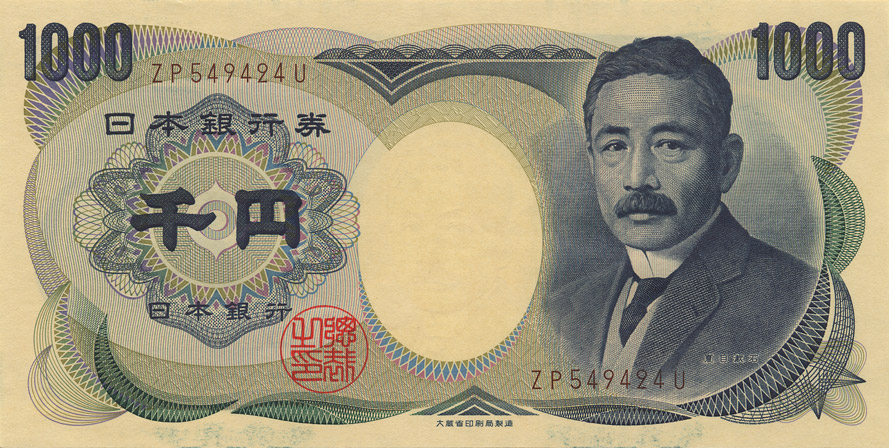
Imagem de Natsume Sōseki em cédula de 1 000 yens

Natsume Soseki (夏目 漱石 Natsume Sōseki, era o pseudônimo de Natsume Kinnosuke (夏目金之助 Natsume Kin'nosuke) (9 de fevereiro de 1867 - 9 de dezembro de 1916) foi um escritor e filósofo japonês da era Meiji. Ele é mais conhecido em todo o mundo por seus romances Kokoro, Botchan, I Am a Cat e seu trabalho inacabado Light and Darkness. Ele também foi um estudioso da literatura britânica e compositor de haicais, kanshi e contos de fadas. De 1984 a 2004, seu retrato apareceu na capa da nota japonesa de 1 000 ienes.

## Biografia
Natsume nasceu numa família de samurais em Edo, atual Tóquio, Japão.
Aos dois anos foi entregue pelos pais aos cuidados de outra família, retornando à casa paterna aos nove. Perdeu a mãe aos catorze. Estudioso da literatura tradicional chinesa desde a infância, ingressa na Universidade Imperial (atual Universidade de Tóquio) aos 23 anos para cursar literatura inglesa. Começa, antes mesmo de se formar, a lecionar inglês na Escola Especializada de Tóquio (hoje, Universidade Waseda) e passa a assinar seus escritos com o nome "Soseki" - que, em chinês, significa "incômodo". Crises nervosas o fazem abandonar Tóquio e o prestigioso cargo que possuía. Estabelece-se em Ehime (Shikoku), numa escola secundária. Em 1900, viaja à Inglaterra como bolsista do Ministério da Educação para estudar literatura e ensino da língua inglesa.
Em crise depressiva, regressa ao Japão em 1903, retomando o magistério. Estreia com Wagahai wa neko de aru Eu Sou um Gato, São Paulo: Estação Liberdade, 2008; em 1905, obtendo notável recepção de crítica e público. Abandona o ensino dois anos depois, dedicando-se à literatura e tornando-se colaborador exclusivo do diário Asahi Shimbun.
Em 1910 é acometido pela primeira crise de úlcera, esta seria uma das complicações que o levariam à morte em 9 de dezembro de 1916, na capital japonesa. Encontra-se enterrado no Cemitério Zōshigaya, em Tóquio.

## Carreira literária
A carreira literária de Sōseki começou em 1903, quando ele começou a contribuir com haiku, renku (verso vinculado ao estilo haiku), haitaishi (verso vinculado sobre um tema definido) e esboços literários para revistas literárias, como a proeminente Hototogisu, editada por seu antigo mentor Masaoka Shiki, e mais tarde por Takahama Kyoshi. No entanto, foi o sucesso público de seu romance satírico I Am a Cat, em 1905, que lhe rendeu a admiração do público e a aclamação da crítica.
Seguiu esse sucesso com contos, como " Rondon tō " ("Torre de Londres") em 1905  e os romances Botchan ("Pequeno Mestre"), e Kusamakura ("Almofada de Grama") em 1906, que estabeleceu sua reputação, o que lhe permitiu deixar seu posto na universidade para trabalhar com Asahi Shimbun em 1907 e começar a escrever em tempo integral. Muito de seu trabalho trata da relação entre a cultura japonesa e a cultura ocidental. Seus primeiros trabalhos, em particular, são influenciados por seus estudos em Londres; Ele começou a escrever um romance um ano antes de sua morte de úlcera estomacal em 1916.
Os principais temas nas obras de Sōseki incluem pessoas comuns lutando contra as dificuldades econômicas, o conflito entre dever e desejo (um tema tradicional japonês), lealdade e mentalidade de grupo versus liberdade e individualidade, isolamento pessoal e estranhamento, a rápida industrialização do Japão e seus consequências sociais, desprezo pela imitação do Japão da cultura ocidental e uma visão pessimista da natureza humana. Sōseki teve um grande interesse nos escritores do grupo literário Shirakaba (Vidoeiro Branco). Em seus últimos anos, autores como Akutagawa Ryūnosuke e Kume Masao tornaram-se seguidores próximos de seu estilo literário como seus discípulos.

## Edições no Brasil
| Ano  | Título         | Editora           | Tradutor                |
| ---- | -------------- | ----------------- | ----------------------- |
| 1905 | Eu Sou um Gato | Estação Liberdade | Jefferson José Teixeira |
| 1906 | Botchan        | Estação Liberdade | Jefferson José Teixeira |
| 1908 | Sanshiro       | Estação Liberdade | Fernando Garcia         |
| 1909 | E Depois       | Estação Liberdade | Lica Hashimoto          |
| 1910 | O Portal       | Estação Liberdade | Fernando Garcia         |
| 1914 | Coração        | Globo Livros      | Junko Ota               |

*Todas as traduções listadas acima foram realizadas diretamente do japonês.

## Legado
No século XXI, houve um surgimento global de interesse pela Sōseki. O Kokoro de Sōseki foi publicado recentemente em 10 idiomas, como árabe, esloveno e holandês, desde 2001. Na Coréia do Sul, a coleção completa dos longos trabalhos de Sōseki começou a ser publicada em 2013. Em inglês em países de língua inglesa, houve uma sucessão de traduções para o desde 2008. Cerca de 60 de suas obras foram traduzidas para mais de 30 idiomas. As razões para esse surgimento de interesse global foram atribuídas em parte a Haruki Murakami, que disse que Sōseki era seu escritor favorito. O cientista político Kang Sang-jung, que é o principal da Universidade Seigakuin disse: "Soseki previu os problemas que enfrentamos hoje. Ele tinha uma visão de longo prazo da civilização". Ele também disse: "Sua popularidade se tornará mais global no futuro".